# Embalse del Renegado
Embalse del Renegado är en reservoar i Spanien. Den ligger i den spanska exklaven och autonoma staden Ceuta i Nordafrika. Embalse del Renegado ligger 82 meter över havet och dess area är 9 hektar.
Den tillförs vatten från Barranco del Renegado vars källor ligger vid Monte del Renegado. En halv kilometer söderut ligger reservoaren Embalse del Infierno.